# 朱彌鍗
朱彌鍗（1460年—1523年）是唐莊王朱芝址之子，成化十五年封潁昌王，成化二十三年襲封为唐王。嘉靖二年，朱彌鍗去世，諡號唐成王，因為他的兩個兒子都夭折，所以由三弟文城恭靖王朱彌鉗長子朱宇溫繼承為唐王。著有《甕天小槀》。

## 家庭

### 妻妾
王妃苏氏，初封舞阳王妃，成化二十一年册封世子妃，弘治二年册封为唐王妃，正德七年薨

### 子女

#### 子
1. （夭折）
2. （夭折）